# Ferrovia Liesing-Kaltenleutgeben
La ferrovia Liesing-Kaltenleutgeben (in tedesco Kaltenleutgebener Bahn) era una linea ferroviaria a scartamento normale che collegava Vienna-Liesing con Kaltenleutgeben nella Bassa Austria. Quasi tutto il percorso di 7 km si snodava entro il comune di Perchtoldsdorf. Parte della linea è rimasta in funzione come raccordo merci.

## Storia

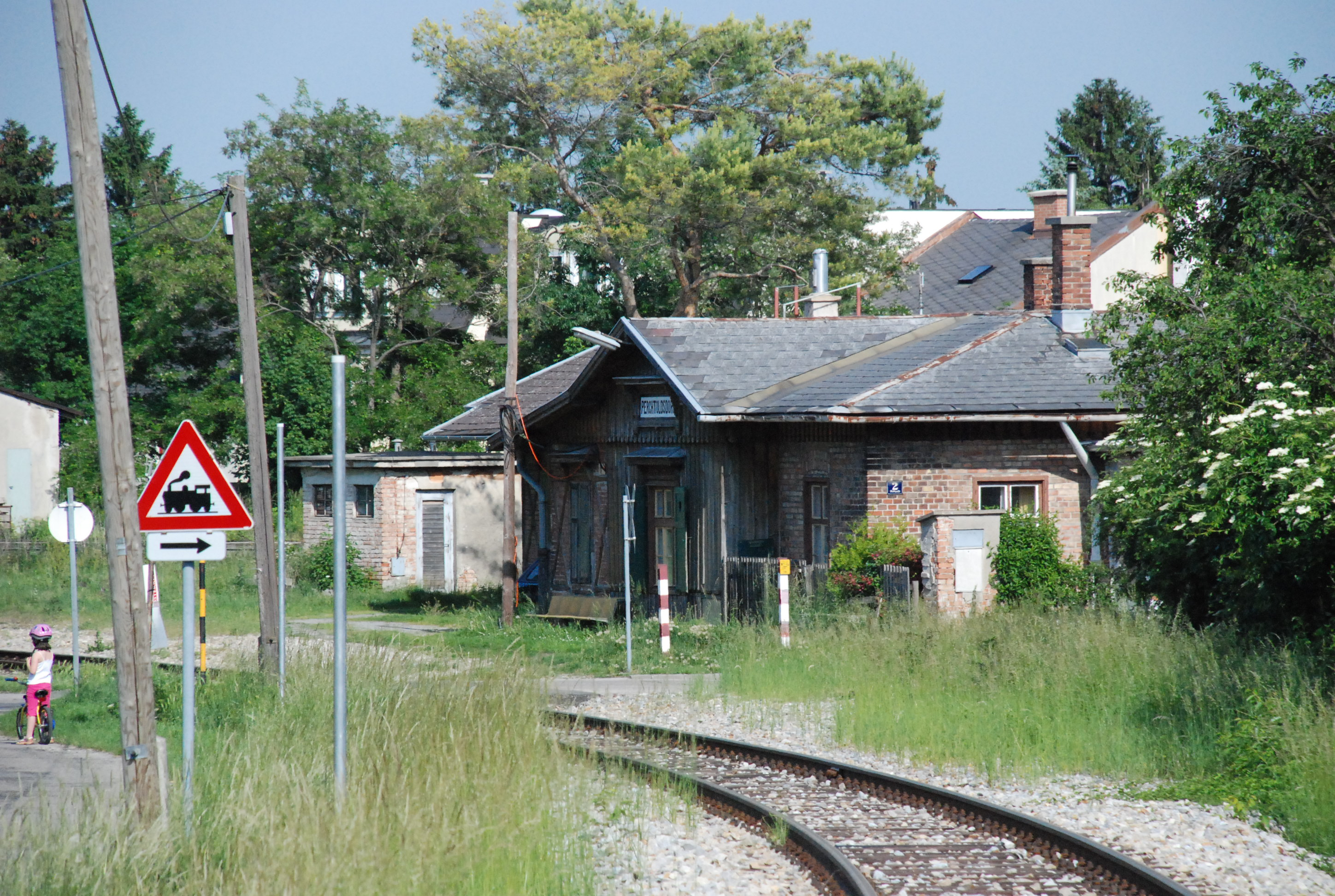
Stazione di Perchtoldsdorf

La linea venne realizzata nel 1883 ad uso del traffico viaggiatori e merci usufruendo dei benefici della Legge ferroviaria austriaca del 25 maggio 1880 riguardante le concessioni ed i benefici per i treni locali.
Una prima richiesta di concessione venne fatta da George Krauss, il fabbricante di locomotive di Monaco di Baviera, a cui venne dato il permesso per i progetti preliminari. Ciò suscitò l'opposizione della Südbahn, che ne temeva la concorrenza, e che nell'estate del 1882 riuscì ad ottenere la concessione per la linea di Kaltenleutgeben e per una ferrovia da Mödling a Vorderbrühl. Con decreto del 4 ottobre 1882 il Ministero del Commercio austriaco approvava il progetto della k.k. Südbahn. In cambio la Krauss & C. ottenne nello stesso anno la concessione per esercire una tranvia a vapore, a Vienna, da Hietzing a Perchtoldsdorf.
La linea, come le altre della Sudbahn, fu oggetto degli accordi di pace del 29 marzo 1923 per cui dovette cedere materiale rotabile in conto riparazioni di guerra, tra cui vi furono le tre locomotive 3b1 assegnate alle FS italiane nel 1924 e da queste immatricolate nel gruppo 803. Nel periodo bellico passò sotto il controllo tedesco e nel dopoguerra rimase in servizio per pochi anni.
La cessazione del trasporto di persone venne decisa nell'estate del 1951 lasciandone solo l'uso come raccordo merci. La maggior parte del percorso terminale extraurbano è ormai scomparso.

## Percorso
|  | Unknown route-map component "CONTgq" | Unknown route-map component "STR+r" |  |  |

| Station on track |

|  |  | Unknown route-map component "ABZgl" | Unknown route-map component "CONTfq" |  |

| Non-passenger station/depot on track |

| Non-passenger station/depot on track |

| Non-passenger station/depot on track |

| Unknown route-map component "KDSTxe" |

| Unknown route-map component "exKDSTe" |